# (31692) 1999 JQ31
1999 JQ31 (asteroide 31692) é um asteroide da cintura principal. Possui uma excentricidade de 0.03688370 e uma inclinação de 6.62507º.
Este asteroide foi descoberto no dia 10 de maio de 1999 por LINEAR em Socorro.